# Syngonanthus oneillii
Syngonanthus oneillii är en gräsväxtart som beskrevs av Harold Norman Moldenke. Syngonanthus oneillii ingår i släktet Syngonanthus och familjen Eriocaulaceae.
Artens utbredningsområde är Belize. Inga underarter finns listade i Catalogue of Life.